# Porsche 356
Porsche 356 este o mașină sport care a fost produsă mai întâi de compania austriacă Porsche Konstruktionen GesmbH (1948–1949), iar apoi de compania germană Dr. Ing. hc F. Porsche GmbH (1950–1965). A fost primul automobil de serie al Porsche. Mașinile anterioare proiectate de compania austriacă includ mașinile de curse Cisitalia Grand Prix și Auto Union Grand Prix precum și Volkswagen Beetle.
Modelul 356 este un model ușor și manevrabil, cu motor spate, tracțiune spate, cu două uși, disponibil atât în configurații hardtop coupé, cât și cabriolet. Pe parcursul fabricației, inovațiile inginerești aduse au contribuit la succesul și popularitatea sa în sporturile cu motor. Producția a început în 1948 la Gmünd, Austria, unde Porsche a construit aproximativ 50 de mașini. În 1950, fabrica s-a mutat la Zuffenhausen⁠(d), Germania, iar producția generală a lui 356 a continuat până în aprilie 1965, mult după ce modelul de înlocuire 911 și-a făcut debutul în septembrie 1964. Din cele 76.000 produse inițial, aproximativ jumătate au supraviețuit.
Prețul inițial în 1948 pentru 356 coupé era 3.750$ (echivalentul a 42.300$ în 2021). Cabrioletul 356 costa 4.250$ (echivalentul a 47.900$ în 2021).

## Istorie
Înainte de al Doilea Război Mondial, Porsche a proiectat și construit trei mașini de tip 64 pentru cursa Berlin-Roma din 1939, care a fost anulată. În 1948 a fost finalizat prototipul 356 pe șasiu tubular cu motor central numit „ Nr. 1⁠(d)”. Acest lucru a dus la unele dezbateri cu privire la „primul” automobil Porsche. Deși primul Porsche 356 avea un motor în poziție centrală-spate, 356 cu motorul în spate este considerat de Porsche a fi primul său model de producție. 
Modelul 356 a fost creat de Ferdinand „Ferry” Porsche (fiul lui Ferdinand Porsche, fondatorul companiei germane), care a întemeiat compania austriacă împreună cu sora sa, Louise . La fel ca și vărul său, Volkswagen Beetle (proiectat de Ferdinand Porsche Sr.), 356 este o mașină cu patru cilindri, răcită cu aer, cu motor în spate, cu tracțiune spate, cu structură monococă. Șasiul a fost un design complet nou, la fel ca și caroseria lui 356, proiectată de angajatul Porsche Erwin Komenda⁠(d) . Anumite componente mecanice, inclusiv blocul motor și unele componente ale suspensiei erau bazate pe piese de la Volkswagen. Ferry Porsche a descris gândirea din spatele dezvoltării lui 356 într-un interviu cu editorul revistei „Panorama”, în septembrie 1972. "[...] Am condus întotdeauna mașini foarte rapide. Am avut o Alfa Romeo, un BMW și altele. […] Pe la sfârșitul războiului, aveam un Volkswagen Cabriolet cu motor supraalimentat și asta era ideea de bază. Am văzut că o mașină mică cu un motor suficient de puternic este mai plăcută la condus decât o mașină mare cu un motor foarte puternic. Și este mai distractiv. Cu această idee de bază, am început primul prototip Porsche. O mașină mai ușoară, un motor cu mai mulți cai putere... acesta a fost prima mașină cu două locuri pe care am construit-o în Carintia (Gmünd)".
Primul 356 a fost omologat în Austria la 8 iunie 1948 și a fost înscris la o cursă la Innsbruck, unde a câștigat concursul la clasa sa. Porsche a reproiectat și rafinat mașina cu accent pe performanță. Numărul de piese comune ale Volkswagen și Porsche a scăzut în anii 1950. Porsche a realizat manual primele 356 de caroserii din aluminiu la Gmünd, dar când producția s-a mutat la Zuffenhausen, Germania, în 1950, modelele produse acolo erau cu caroserie din oțel. Mașinile cu caroserie din aluminiu fabricate de mica companie austriacă sunt astăzi denumite „prototipuri”. Porsche a contractat Reutter să construiască caroseriile din oțel și în cele din urmă a cumpărat compania Reutter în 1963.  Compania Reutter și-a păstrat ca domeniu de activitate producția scaunelor și și-a schimbat numele în „Recaro⁠(d)”.
Nebăgat în seamă la început, clienții inițiali fiind un număr mic de pasionați de curse auto, primele 356 s-au vândut în principal în Austria și Germania. Porsche a avut nevoie de doi ani, începând cu primul prototip în 1948, pentru a produce primele 50 de automobile. La începutul anilor 1950, 356 câștigase o oarecare renume printre entuziaștii de pe ambele maluri ale Atlanticului pentru aerodinamica, manevrabilitatea și calitatea excelentă a construcției. Un alt factor important a fost victoria de clasă la Le Mans în 1951. Proprietarii mașinilor participau cu ele la curse și le conduceau și pe stradă, în viața de zi cu zi. Modelele 356 au introdus la sfârșitul anului 1954 motorul de curse „Carrera⁠(d)” cu patru came, un design complet nou și unic pentru mașinile sport Porsche. Succesul din ce în ce mai mare cu mașinile sale de curse și rutiere a adus comenzi Porsche pentru peste 10.000 de unități în 1964, iar până când producția 356 s-a încheiat în 1965 au fost produse aproximativ 76.000 de bucăți.
356 a fost construit în patru serii distincte, originalul ("pre-A"), urmat de 356 A, 356 B și ultima, 356 C. Pentru a distinge între revizuirile majore ale modelului, 356-urile sunt în general clasificate în câteva grupuri majore. Coupé-urile și „cabrioletele” (decapotabilele) construite până în 1955 sunt ușor identificabile prin parbrizele lor din două bucăți (din 1948 până în 1952) sau îndoite (în formă de V, din 1953 până în 1955). La sfârșitul anului 1955 a apărut 356 A, cu parbrizul curbat. A a fost primul Porsche de stradă care a oferit motorul Carrera cu patru came ca opțiune. La sfârșitul anului 1959, a apărut T5 356 B; urmat de seria reproiectată T6 356 B în 1962. Versiunea finală a fost 356 C, puțin schimbată față de mașinile T6 B, dar cu frâne pe disc care au înlocuit frânele pe tambur.
Înainte de încheierea producției lui 356, Porsche dezvoltase deja o versiune a motorului cu patru cilindri capabilă de turații mai mari, 616/36. Aceasta era destinată instalării în noul model 912⁠(d) care a început producția în aprilie 1965. Deși 912 refolosea numeroase componente 356, Porsche nu l-a intenționat ca un înlocuitor.

Când a fost luată decizia de a înlocui 356, modelul 901 (mai târziu 911) a fost mașina rutieră concepută pentru a duce mai departe numele Porsche. 912 a fost dezvoltat ca „versiunea standard” a lui 911 la prețul unui 356 1600 SC (17.500DM), în timp ce 911, în șase cilindri, mai complex, dar mai rapid și mai greu avea un preț cu peste cincizeci la sută mai mare. Clienții au achiziționat aproape 33.000 de 912 coupé și Targa propulsate de motorul Type 616 care a servit atât de bine Porsche în timpul erei 356.

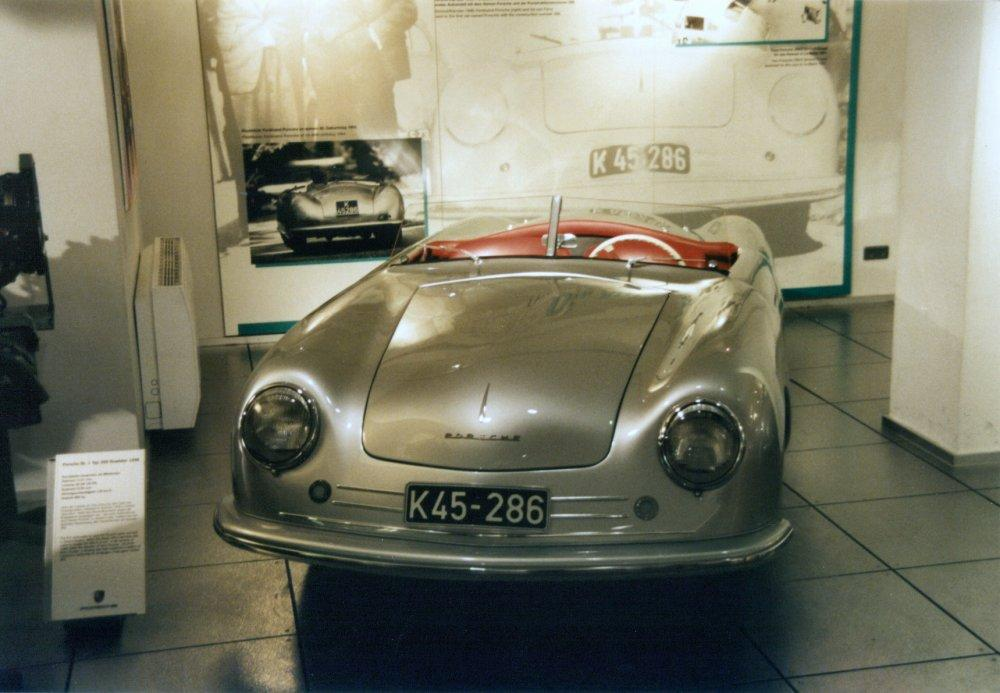
356 Nr. 1 – prototip cu motor central⁠(d)
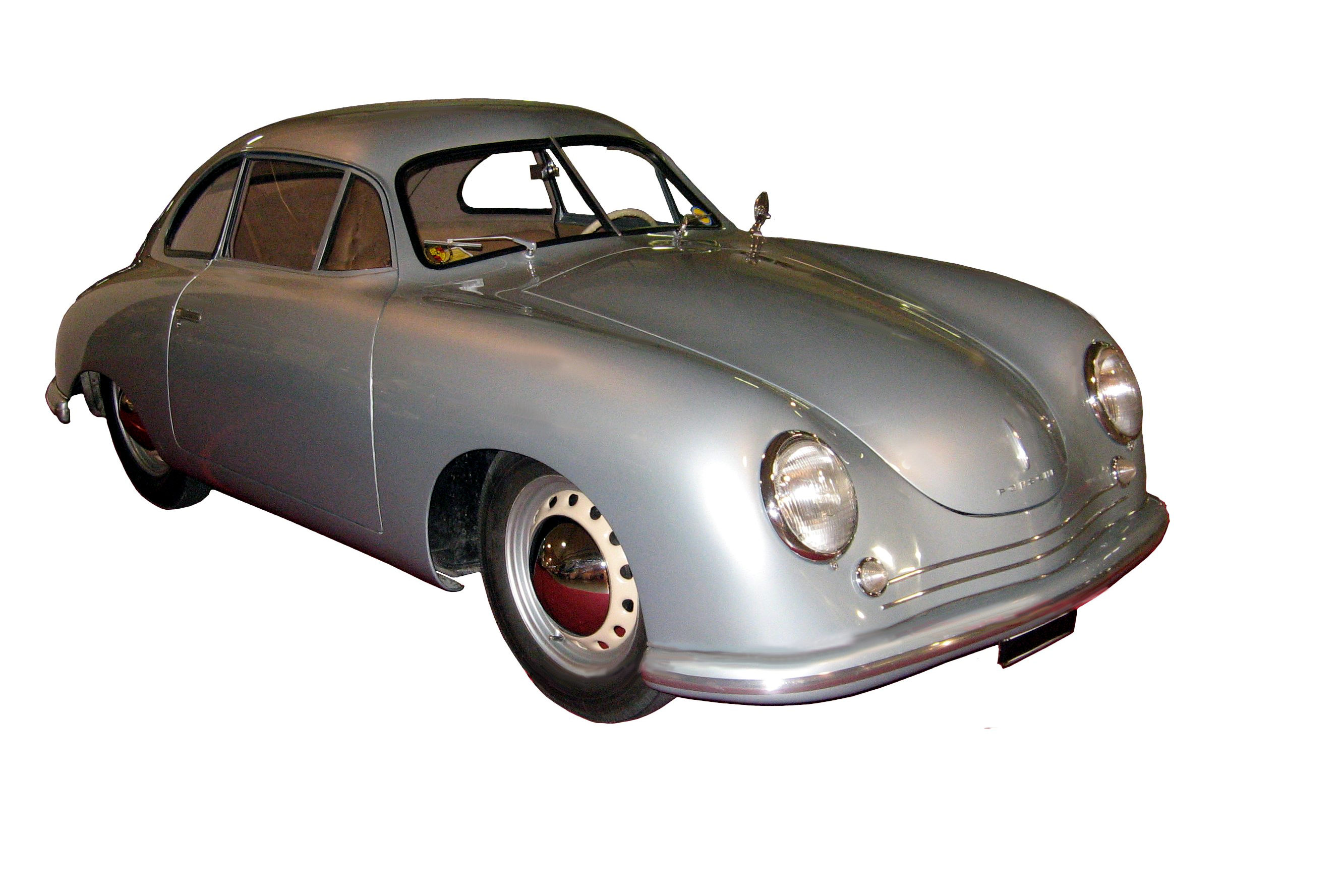
Coupé din 1948 construit în Gmünd
Patru vederi
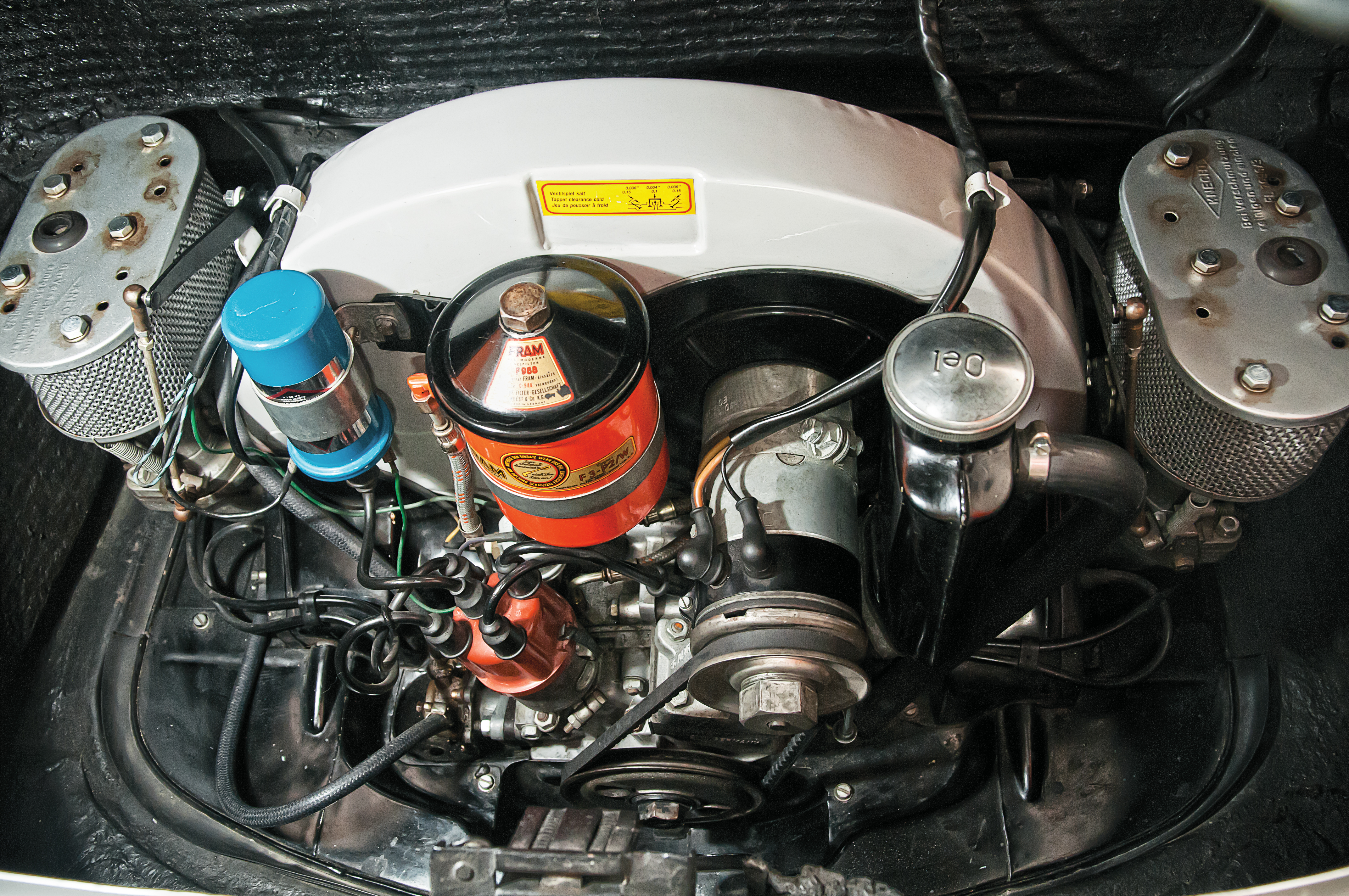
Dispunerea motorului 356 arată descendența VW

## Modele

### 356 „pre-A”

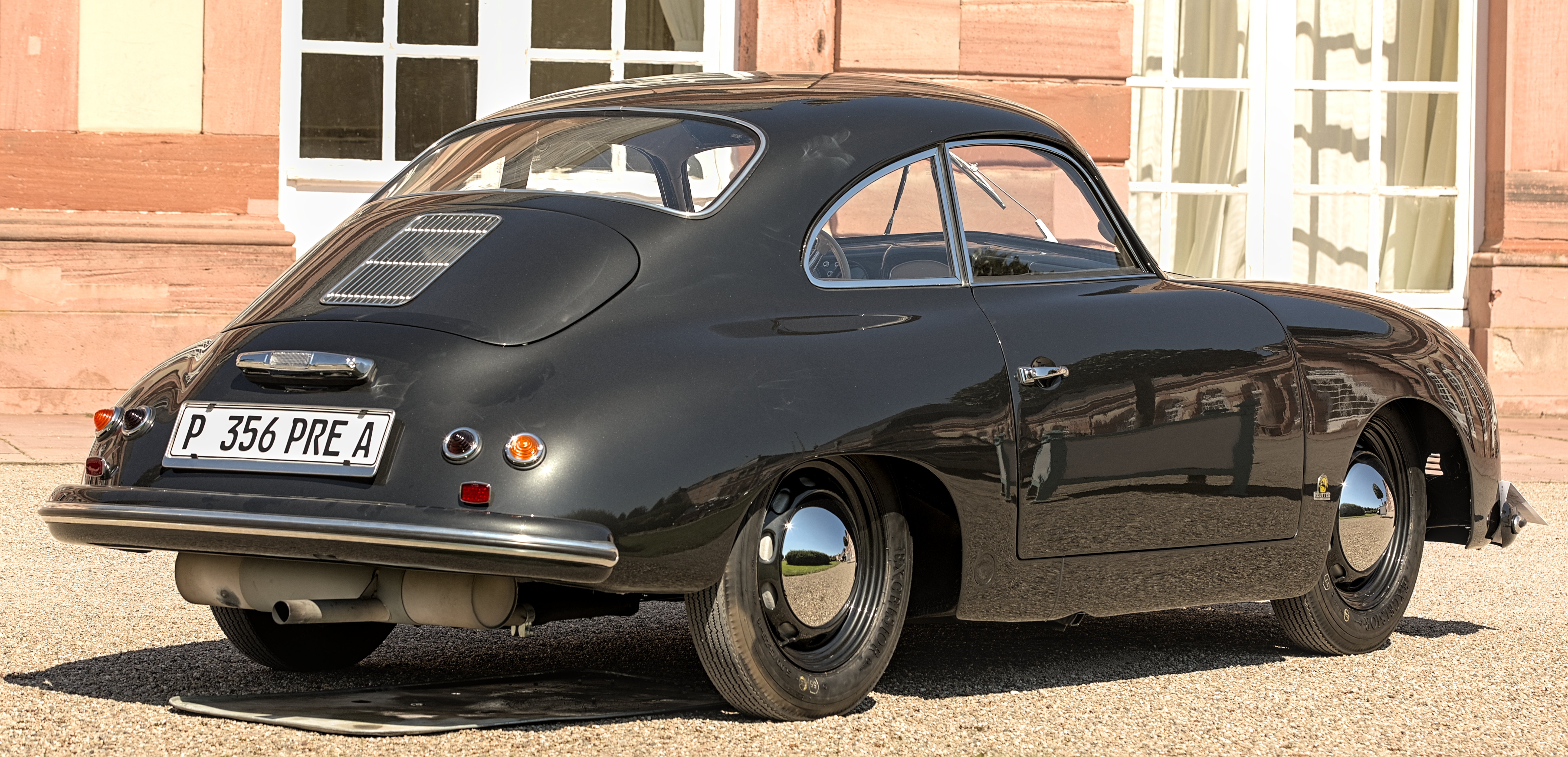
Porsche 356 "pre-A" coupe, vedere spate

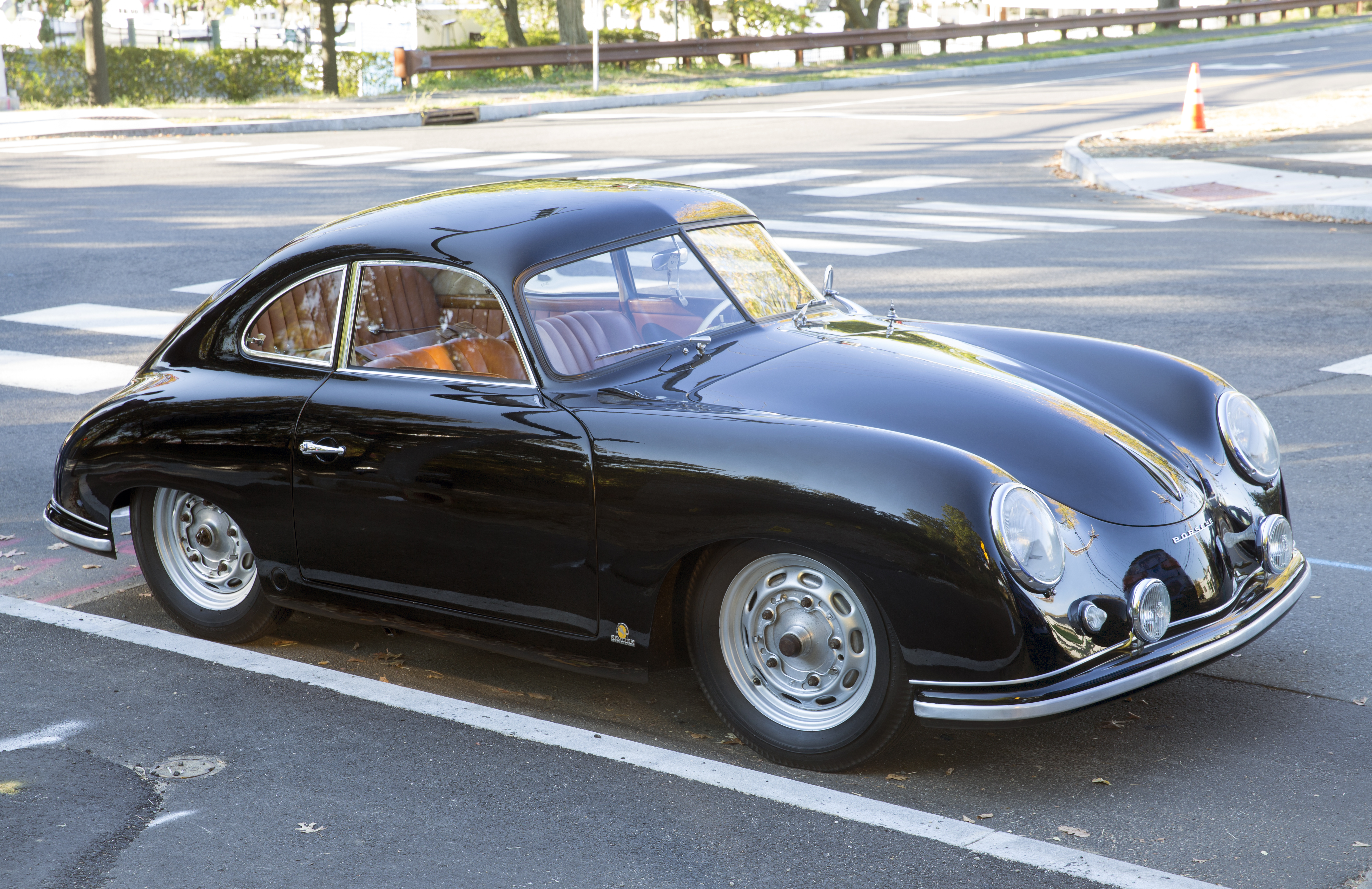
1952 Porsche 356 1500 Super "pre-A" coupé; prima versiune încă echipată cu parbrizul divizat

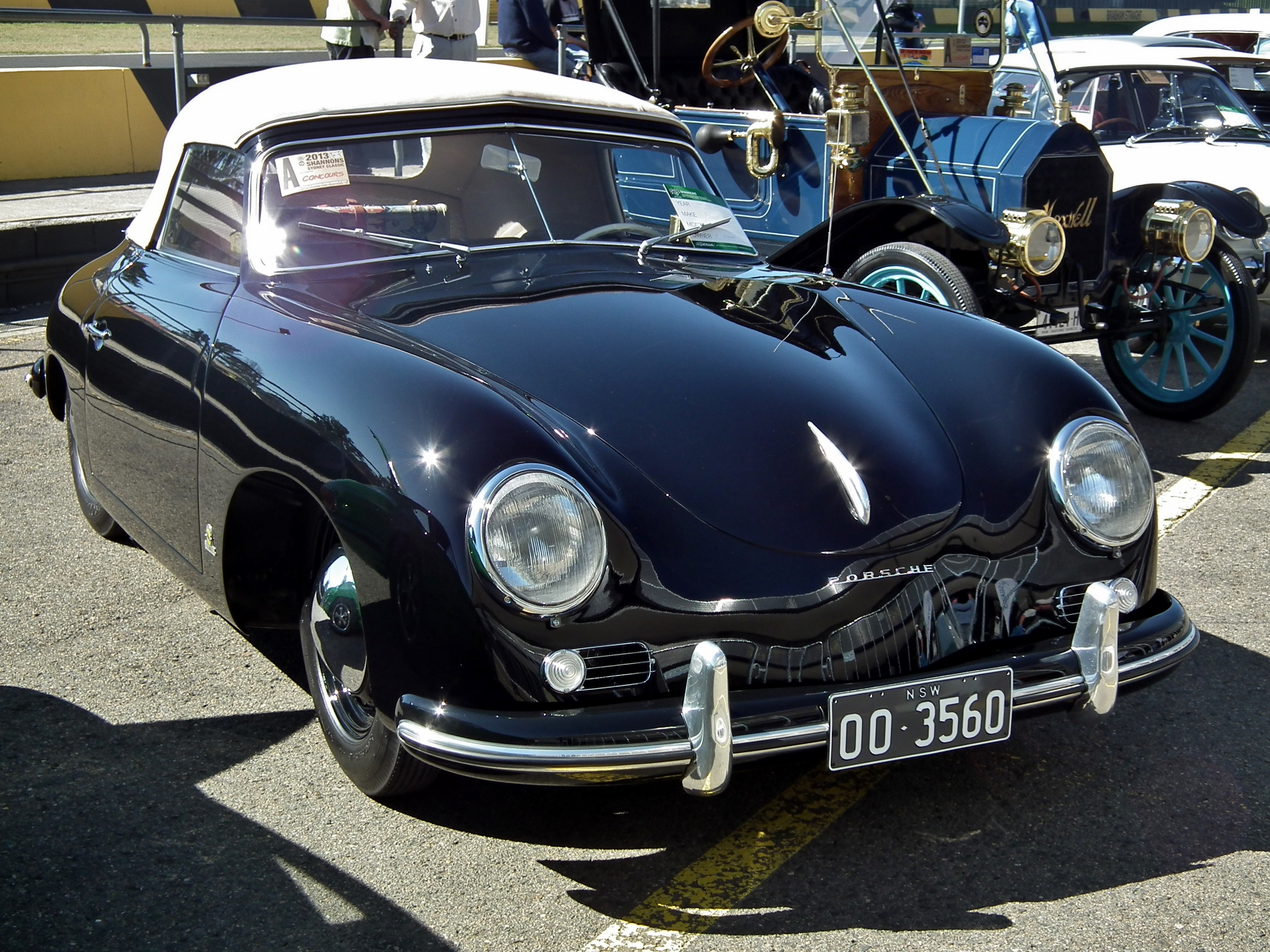
1954, 356 Cabriolet

De la primele modele, produse la Gmünd și echipate cu motoare de 1.100 cmc, forma generală a 356 a rămas în mare parte aceeași. În 1951, au fost introduse motoare cu putere considerabil mai mare, de 1.300 și 1.500cmc. În aprilie 1952, parbrizul divizat a fost înlocuit cu un parbriz dintr-o singură bucată, cu un pliu în formă de V, care nu necesita modificarea formei caroseriei. În 1953 a fost introdus motorul 1300 S sau „Super”, iar motorul de 1.100cmc a fost scos din producție.
La sfârșitul anului 1954, Max Hoffman⁠(d), unicul importator american de Porsche, a convins compania să construiască o versiune roadster⁠(d) de bază, cu echipamente minime și un parbriz redus.
Spre sfârșitul producției primului model 356 (în 1955, chiar înainte de lansarea modelului 356 A) Hoffman, dorind un nume de model mai degrabă decât doar un număr, a convins fabrica să folosească numele „Continental”, asociat mai ales mașinilor vândute în Statele Unite. Ford, producătorii Lincoln Continental⁠(d), au deschis un proces, pe care l-au câștigat. Această denumire a fost folosită doar în 1955 și astăzi această versiune este deosebit de valoroasă. În 1956, versiunea echivalentă a fost vândută pentru scurt timp sub numele de „European”. Astăzi, toate modelele Porsche din prima serie sunt foarte râvnite de colecționari și entuziaști din întreaga lume, pentru designul, fiabilitatea și performanțele lor sportive.

### 356 A
La sfârșitul anului 1955, a fost introdus modelul 356 A, cu numeroase modificări mici, dar semnificative. Denumirea sa internă a fabricii, „Type 1”, a dat naștere poreclei sale „T1” printre entuziaști. În SUA, 1.200 de modele 356 "pre-A" au primit denumirea comercială „Continental” și apoi alte 156 din toamna anului 1955 până în ianuarie 1956 ca o variantă și mai rară, T1 „European”, după care Porsche a revenit la denumirea sa numerică, 356. La începutul anului 1957 a fost produsă o a doua ediție a lui 356 A, cunoscută sub numele de Type 2 (sau T2). Producția modelului Speedster a atins un vârf de 1.171 de mașini în 1957 și apoi a început să scadă. Motorul „Carrera” cu patru came, disponibil inițial doar în mașinile de curse spyder, a devenit o opțiune disponibilă începând cu 356 A.
În ultimii 25 de ani, copii ale lui 356 A au devenit foarte populare.
Motorul standard avea 1.582cmc (1,6L). Era un motor cu 4 cilindri boxer, OHV cu 2 supape pe cilindru, cu carburatoare Zenith, producând 60 PS (59 CP; 44 kW) la 4.500rpm și un cuplu maxim de 110 N·m (81 lb·ft; 11 kg·m) la 2.800rpm.  

### 356 B

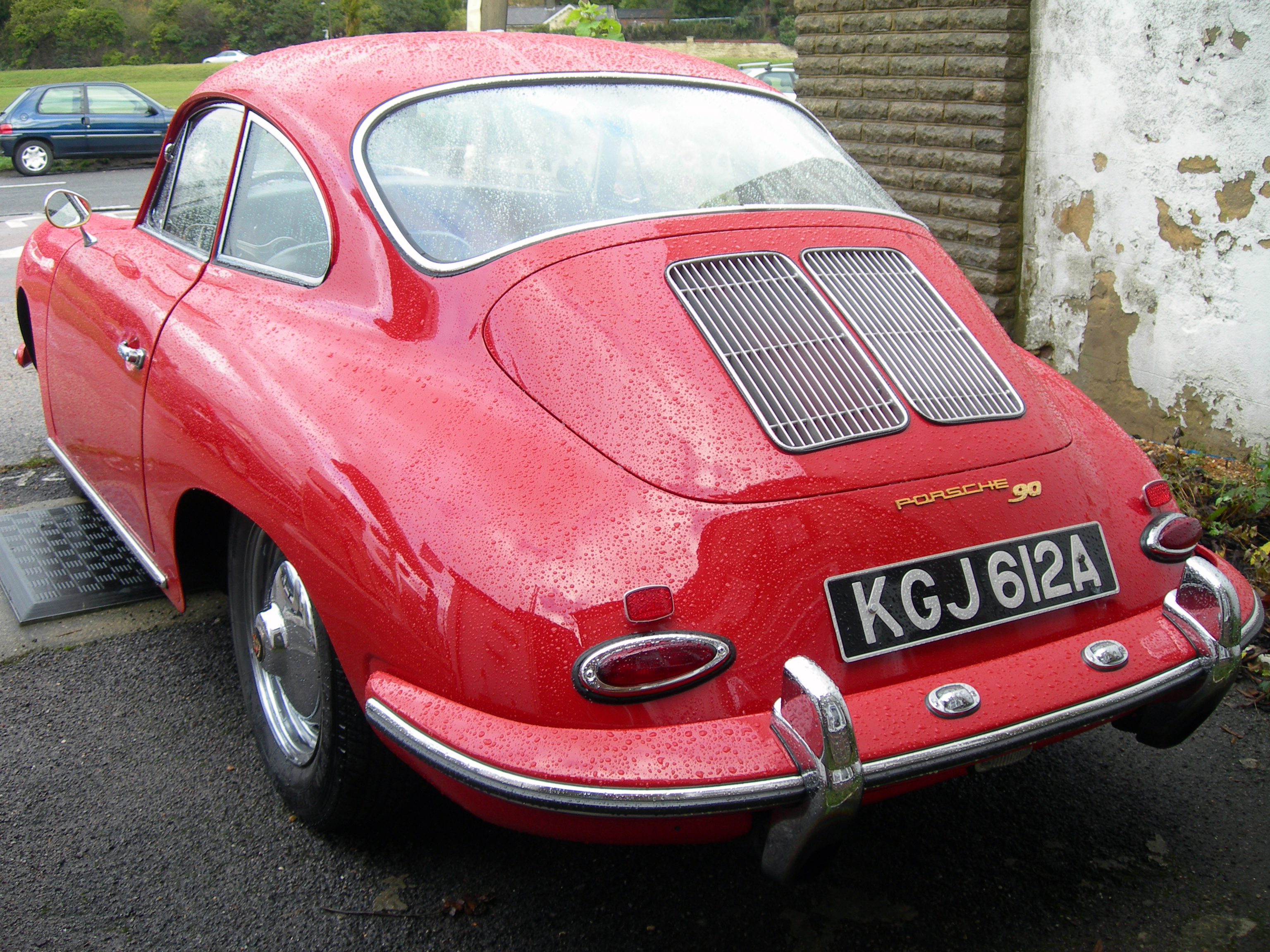
1963 Porsche 356 B 90 coupé (T6, cu grile duble pe capacul motorului)

La sfârșitul anului 1959, importante rafinări tehnice și de stil au dat naștere modelului 356 B (caroseria T5). La mijlocul anului 1962 modelul 356 B a adoptat caroseria T6 (cu grile duble  de aerisire pe capacul compartimentului motor, un capac de rezervor de combustibil pe aripa dreapta față și o lunetă mai mare la modelul coupé). Porsche nu a atras atenția asupra acestor modificări (destul de vizibile), păstrând inițial aceeași denumire de model. Cu toate acestea, când T6 a fost echipat cu frâne pe disc, fără alte modificări vizibile, l-au numit modelul C, sau SC atunci când avea motorul opțional, mai puternic. Un model 356 B unic „Karmann⁠(d) hardtop” sau „notchback” a fost produs în 1961 și 1962. Producția din 1961 (T5) a fost în esență o caroserie cabriolet cu hardtop-ul opțional din oțel sudat. Modelul din 1962 (T6) a fost un design foarte diferit, prin aceea că noua caroserie coupé T6 nu era un cabriolet modificat, ci un design nou. Caroseria combina designul din spate al cabrioletului, cadrul de parbriz al T6 coupé și un hard top unic. Modele produse în ambii ani au fost denumite „Karmann notchback”.

### 356 C
Ultima ediție a lui 356 a fost 356 C, introdus ca modelul anului 1964. Avea frâne pe disc pe toate roțile, și opțional cel mai puternic motor cu tijă de împingere pe care Porsche l-a produs vreodată, 95 CP (71kW), „SC”. Producția lui 356 a atins un vârf de 14.151 de mașini în 1964, anul în care succesorul său, noul Porsche 911, a fost introdus pe piața din SUA (fusese deja introdus în Europa). Compania a continuat să vândă 356 C în America de Nord până în 1965, deoarece cererea pentru modelul 356 C a rămas destul de mare în zilele de început ale 911.
Ultimele zece 356 (cabriolet) au fost asamblate pentru poliția olandeză, pentru patrularea autostrăzilor, în martie 1966 ca modele din 1965. Folosirea Porsche-urilor pentru a controla traficul și vitezomanii a avut un succes atât de mare pe autostrăzile din Olanda, încât Porsche 911 cu motoare răcite cu aer au continuat să fie folosite atunci când noile modele Porsche trecuseră deja la motoare răcite cu apă.

### 530
În 1953, Studebaker a contactat Porsche pentru a dezvolta un nou motor, o mașină cu totul nouă a fost proiectată, o versiune cu patru locuri a lui 356.  Prototipul numit Porsche 530 a fost respins deoarece Studebaker dorea o mașină mai mare, cu motor mai mare amplasat în față.  Noul prototip a fost numea Porsche 542 sau Studebaker Z-87.

## Caroserii
Inițial, 356 era disponibil doar cu caroserie coupé între 1948 și 1955. De-a lungul timpului, au apărut o varietate de alte stiluri, inclusiv roadster, decapotabilă, cabriolet.
Designul de bază al lui 356 a rămas același până când producția s-a încheiat în 1965, cu îmbunătățiri funcționale mai degrabă decât cu schimbări anuale superficiale de stil.

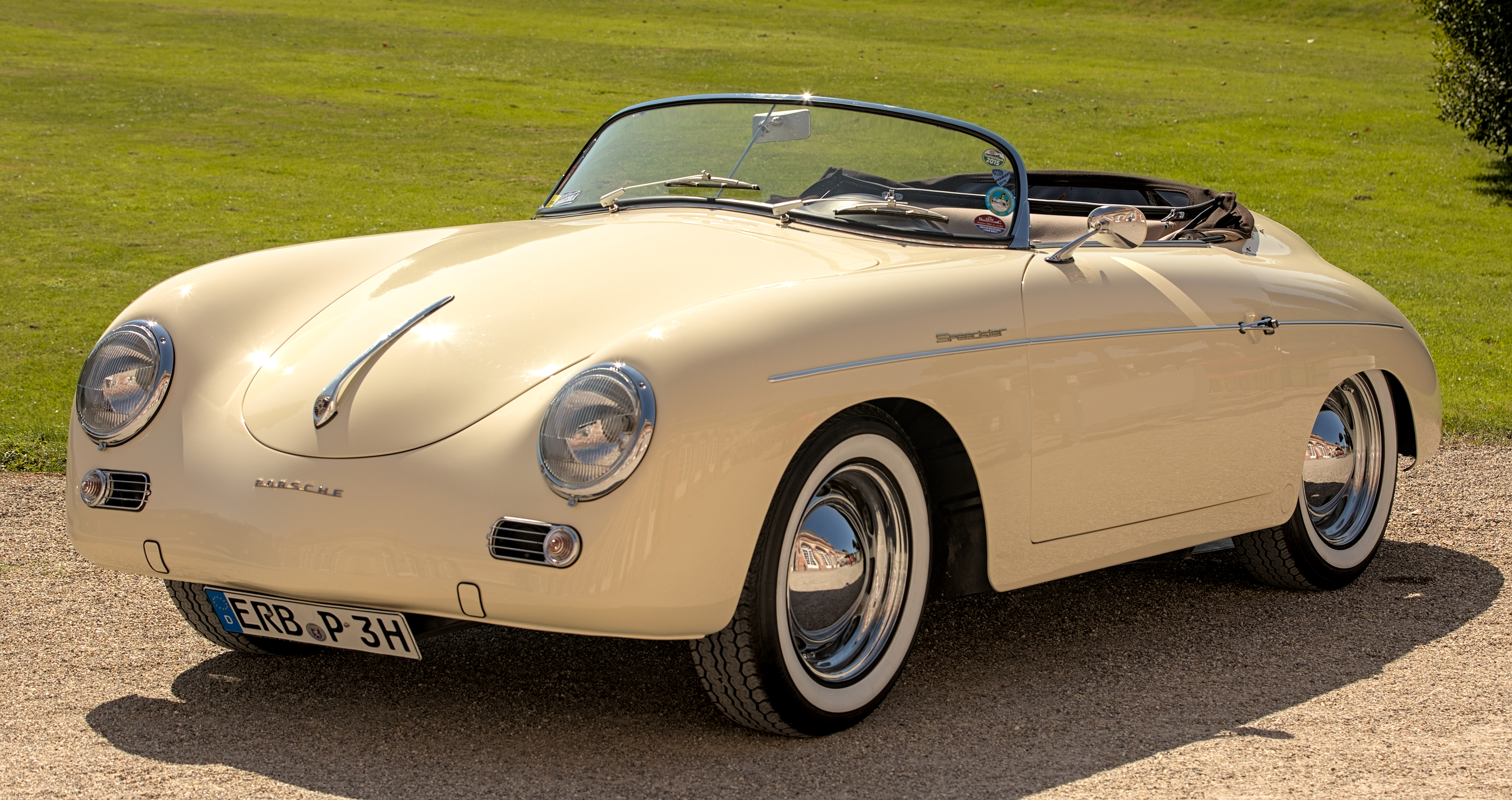
Porsche 356 Speedster

Mașina folosea o construcție monococă, făcând dificilă restaurarea mașinilor care au fost păstrate în climate predispuse la rugină. Unul dintre cele mai căutate modele de colecție este 356 „Speedster”, introdus la sfârșitul anului 1954, după ce Max Hoffman a sfătuit compania că o versiune mai ieftină, mai puțin echipată, s-ar putea vinde bine pe piața americană. Cu parbrizul său jos și înclinat (care putea fi îndepărtat pentru cursele de weekend), scaunele tip găleată și o minimă capotă rabatabilă, Speedster a fost un succes instantaneu, mai ales în California de Sud. A fost înlocuit la sfârșitul anului 1958 cu modelul „cabrio D”.  Acesta dispunea de un parbriz mai înalt și mai practic (oferind un spațiu mai mare la cap cu capota ridicată), geamuri laterale de sticlă escamotabile și scaune mai confortabile. În anul următor, 356 B „roadster” decapotabil a înlocuit modelul D, atracția modelelor decapotate scade. Vânzările de modele 356 cu capotă textilă au scăzut semnificativ la începutul anilor 1960.
Modelele cabriolet (cu parbriz complet și capotă căptușită) au fost oferite de la început, iar la începutul anilor 1950 reprezentau uneori peste 50% din producția totală. Un unic „Karmann hardtop” sau „notchback” 356 B a fost produs în 1961 și 1962, în esență o caroserie în stil cabriolet cu un capotă metalică permanentă.

## Motor
Designerii Porsche au decis să construiască motorul boxer cu patru cilindri OHV răcit cu aer a lui 356 pornind de la blocul motorului pe care îl proiectaseră inițial pentru Volkswagen Beetle. Au adăugat noi chiulase, arbore cu came, arbore cotit, galerii de admisie și evacuare și au folosit carburatoare duble pentru a obține mai mult de dublul puterii motoarelor VW. În timp ce primul prototip 356 avea un motorul montat central, toate motoarele 356 ulterioare au fost montate pe spate. Motorul „Carrera” cu patru came a apărut la sfârșitul anului 1955 ca o opțiune suplimentară pe 356 A, și a rămas disponibil pe toate modelele 356 ulterioare.

## Valoare
356 a fost întotdeauna popular în presa de specialitate. În 2004, Sports Car International a plasat 356 C pe locul zece în topul mașinilor sport din anii 1960 . Rămâne o mașină de colecție foarte apreciată, care se vinde în mod obișnuit cu prețuri între 20.000$ și peste 100.000$ la licitații. Carrera Speedster de producție limitată (cu motorul său special de curse DOHC), modelele SC, Super 90 și Speedster sunt printre cele mai căutate. Mai multe variante Carrera restaurate (doar aproximativ 140 de mașini au fost produse) s-au vândut la prețuri de peste 800.000$, marea majoritate fiind vândute pentru mai mult de 300.000$ la licitație. În decembrie 2015, un 356 folosit ca mașină de zi cu zi de către cântăreața rock Janis Joplin a fost vândut la New York de RM Sotheby's⁠(d) pentru 1.760.000$.
1. ↑  „1950 356 1100 Coupe (356) | Specs | Excellence | the Magazine About Porsche”.
2. 1 2 3  356 Registry (16 august 2010). „Timeline for the 356”. Porsche 356 Registry. Accesat în 5 septembrie 2011.
3. ↑  „1948 Porsche 356/2 Coupe”. 22 octombrie 2007. Arhivat din original la 21 ianuarie 2021. Accesat în 6 noiembrie 2022.
4. ↑  „Porsche and the Four Cylinder Flat Engine: Winning Number Four”. Porsche.com Newsroom. 27 aprilie 2016. Arhivat din original la 26 noiembrie 2017. Accesat în 6 noiembrie 2022.
5. ↑  „Porsche History - Milestones”. Accesat în 8 noiembrie 2006.
6. ↑  Long 2008, p. 188.
7. ↑  Porsche 356 & RS Spyders, Gordon Maltby ISBN: 0-7603-0903-5
8. ↑  Boschen & Bath 1978, p. 66.
9. ↑  Boschen & Bath 1978, p. 199.
10. ↑  Lewandowski, Jürgen (2010). Porsche 901: The Roots of a Legend. Germany: Delius Klasing Verlag GMbH.
11. 1 2  „Porsche 356 'Continental': A short story about a well-known name”. Classic Driver. 17 iulie 2013. Accesat în 23 septembrie 2014.
12. ↑  „Porsche 356A/1600 Speedster”. Supercars.net (în engleză). 8 martie 2016. Accesat în 9 iunie 2018.
13. ↑  „1958 Porsche 356 A/1600 Speedster”. automobile-catalog.com (în engleză). Accesat în 9 iunie 2018.
14. ↑  356 Registry. „356 Registry's spotter's guide”. Arhivat din original la 9 februarie 2012. Accesat în 9 decembrie 2007.
15. ↑  Long 2008, p. 162.
16. ↑  Woodard, Collin (25 aprilie 2019). „5 Porsche Prototypes That Gave Us the Panamera”. Motortrend. Accesat în 6 iulie 2019.
17. ↑  Carlsson, Mårten. „Studebaker på tyska”. Klassiker (2 July 2019).
18. ↑  Chatley, John (16 martie 2020). „Porsche Convertible D Registry - Porsche 356”. US. Accesat în 2 decembrie 2013.
19. 1 2  „Porsche Classic Car Auction Results - Collector Car Auction Prices”. Glenmarch.
20. ↑  „1964 Porsche 356 C 1600 SC Cabriolet by Reutter”. RM Sotheby's. 10 decembrie 2015. Accesat în 6 mai 2021.[nefuncțională – arhivă]